# 海伦堡
海伦堡，1998 年成立于广州，是一家多元领域的综合性集团。海伦堡业务区域主要在珠江三角洲地区、长江三角洲地区、京津冀地区、华西地区及华中地区五大区域。截至2021年6月30日，海伦堡在全国有超200个处不同开发阶段的项目，土地储备面积约3237万平方米，土储货值近4000亿元  ，覆盖16个省及直辖市的52个城市。曾获得 “中国房地产公司品牌价值 TOP20” 、“中国房地产开发企业综合实力TOP50”“中国房地产开发企业商业地产综合实力TOP50”等奖项。

## 发展历史
1998年 成立番禺华景房地产开发有限公司从事房地产开发业务。
2005年 成立广东海伦堡。
2013年 营业额突破百亿。 
2018年11月23日海伦堡慈善基金会成立, 共资助学校超过200所，累计资助超过4000名品学生，现同时资助超过3000名学生，年资助2000万元。
2018年6月海伦堡与井冈山市签订结对帮扶协议，发展当地蜂蜜产业，包括蜂箱捐赠，工厂建设、品牌与营销等。在井冈山，资助100多名贫困家庭学生从小学至大学毕业，并设立优秀教师奖学金，用于鼓励和帮助乡村教师。
2020年1月26日，海伦堡向武汉市慈善总会捐赠500万元，用于武汉市的新型冠状病毒肺炎疫情的防治工作。

## 业务范围
海伦堡业务范围是住宅物业、商业物业以及科创产业园。